# Einar Rossbach
Pour les articles homonymes, voir Rossbach.
Einar Rossbach, né le 20 octobre 1964 à Porsgrunn (Norvège), est un footballeur norvégien, qui évoluait au poste de gardien de but au FK Lyn et en équipe de Norvège.
Einar Rossbach n'a marqué aucun but lors de ses six sélections avec l'équipe de Norvège entre 1990 et 1993.

## Palmarès

### En équipe nationale
- 6 sélections et 0 but avec l'équipe de Norvège entre 1990 et 1993.

### Avec Tromsø IL
- Vice-Champion du Championnat de Norvège de football en 1990.